# Morgen wordt het beter
Morgen wordt het beter is een single van Gerard Cox. Het was de tijd dat Gerard Cox succes had met covers. 1948 (Toen was geluk heel gewoon) was een cover van Alone Again (Naturally),  't Is weer voorbij die mooie zomer van City of New Orleans. Morgen wordt het beter is een vertaling van Roger Whittakers New world in the morning. In tegenstelling tot 1948 en 't Is weer voorbij werd Morgen wordt het beter geen hit, maar dat werd ruimschoots goedgemaakt door ’t is weer voorbij.
B-kant was Onze Linda, een vertaling van Cox van Permissive twit. Het nummer is van Ray O'Sullivan, de werkelijke naam van Gilbert O'Sullivan.